# Chiến lược không quân
Chiến lược không quân là việc lập kế hoạch và việc tiến hành chiến lược quân sự do lực lượng không quân thực hiện, tầm mức tương đương với một chiến lược hải quân hay chiến lược của các lực lượng quân sự chiến đấu trên bộ.
Chiến lược không quân xác định phương án tác chiến tổng thể cho việc tấn công của không quân ở tầm mức hoạt động quy mô, nhằm theo đuổi một mục tiêu chiến lược trong một cuộc chiến tranh. Để thực hiện, hàng loạt phi đội không quân sẽ được huy động, quy mô và tầm quan trọng chiến lược càng lớn sẽ huy động càng nhiều đơn vị không quân, trong đó lực lượng Không quân chiến lược của một số cường quốc được họ tạo ra và sử dụng để thúc đẩy việc hoàn thành chiến lược không quân đề ra.
Nhiệm vụ chính của chiến lược không quân là kiểm soát hàng không, từ đó dễ dàng cho các đơn vị không quân tiến hành yểm trợ cho các lực lượng quân sự dưới mặt đất. Tiến hành phong tỏa bằng đường không, ngăn chặn nguồn lực của quốc gia thù địch được cấp từ bên ngoài, và ném bom quy mô lớn vào lãnh thổ quốc gia thù địch, chủ yếu nhằm vào khu vực sản xuất, kho tàng hậu cần lớn, với mục đích làm sụp đổ nguồn lực chiến tranh của họ.

## Các chiến lược
- Kiểm soát trên không
- Phong tỏa đường không
  - Vùng cấm bay quân sự
- Không kích
  - Ném bom chiến lược
    - Ném bom rải thảm